# Llista de falsos amics del català amb el portuguès
Aquesta és una llista d'alguns dels falsos amics més habituals entre el portuguès i el català.
| portuguès             | significat en català                                             | semblant al català                                  | en portuguès es fa servir                                                                                       |
| --------------------- | ---------------------------------------------------------------- | --------------------------------------------------- | --- |
| abrigar               | albergar                                                         | abrigar                                             | hospedar |
| abrigo                | abric (aixopluc; recer; refugi)                                  | *abric (castellanisme semàntic per manto o mantell) | casaco (també jac/gec; manto o mantell; guardapits o jupetí)                                                    |
| anecdota              | estribot (*acudit: castellanisme)                                | anècdota                                            | história real                                                                                                   |
| apagar                | apagar; esborrar                                                 | apagar                                              | apagar |
| aulas                 | classes (concepte)                                               | aula (sala de classe o curs)                        | sala (lloc físic)                                                                                               |
| azar                  | mala sort                                                        | atzar, ventura, cas                                 | acaso |
| balão                 | globus (castellanisme semàntic), bufa, baló (a                   | baló                                                | bola (també vol dir 'bola' i 'bombolla')                                                                        |
| balcão                | taulell                                                          | balcó                                               | varanda |
| bilhete               | carnet                                                           | bitllet                                             | bilhete |
| bola                  | baló, pilota; bola; bombolla                                     | bola                                                | bola |
| boné o gorro          | gorra, casquet, beca                                             | bonet                                               | ?? |
| borracha              | cautxú, pneumàtic; mànec; goma (d'esborrar); porra (de policia)  | borratxa                                            | borracha |
| borracheria (Brasil)  | taller on es reparen pneumàtics                                  | borratxeria                                         | porre m, bebedeira f, pileque m.                                                                                |
| carro                 | auto, cotxe                                                      | carro                                               | carroça |
| carteira              | pupitre; *targeta o carta                                        | cartera (bitlletera)                                | portfólio, carteira                                                                                             |
| cave                  | soterrani                                                        | cava                                                | adega, cave, porão                                                                                              |
| coche                 | carrossa                                                         | cotxe                                               | carro |
| comboio (Bra. trem)   | tren                                                             | comboi (filera de vehicles)                         | ?? |
| costas                | esquena                                                          | costa (de muntanya o mar), costera                  | costa, costeira                                                                                                 |
| criar                 | crear                                                            | criar (pujar; nodrir)                               | criar |
| curso                 | carrera (univeritària), estudis, cursus                          | curs (any escolar o universitari)                   | ano letivo |
| discutir              | debatre                                                          | discutir                                            | conversar |
| ducha (Brasil)        | estació de rentatge d'automòbils                                 | dutxa                                               | ducha |
| escritório            | secretariat, secretaria cast.                                    | escriptori                                          | secretária, escrivaninha                                                                                        |
| espantoso, -a         | espectacular                                                     | espantós, -a                                        | assustador, -a                                                                                                  |
| explorar (o explodir) | explotar (=espletar); explorar                                   | explorar                                            | explotar (=espletar)                                                                                            |
| exquisito, -a         | estrany, -a                                                      | exquisit, -a                                        | delicioso, -a                                                                                                   |
| ficar                 | estar, restar, romandre                                          | ficar                                               | meter |
| geleia                | melmelada                                                        | gelea                                               | ?? |
| jogo                  | partida (i en esports, matx, o el castellanisme semàntic Partit) | joc                                                 | jogo |
| legenda               | sotatítol, llegenda                                              | llegenda                                            | lenda |
| oficina               | taller, obrador                                                  | oficina                                             | escritório |
| pegar                 | prendre, agafar                                                  | pegar                                               | bater (castellanisme: en català autèntic pegar o apegar és "Adherir, unir amb pega o altra matèria aglutinant") |
| pena                  | ploma                                                            | pena                                                | pena |
| precisar              | caldre                                                           | precisar                                            | determinar |
| prender               | fer presoner                                                     | prendre                                             | tomar |
| procurar              | cercar                                                           | procurar (= mirar, tractar de)                      | tratar de |
| propina               | inscripció, subornació (Bra.)                                    | *propina (cast., estrena)                           | gorjeta |
| sorvete (Brasil)      | gelat                                                            | sorbet                                              | sorvete |
| tomar                 | prendre, agradar                                                 | tomar                                               | agarrar, pegar                                                                                                  |
| vaso                  | cossiol, torreta                                                 | vas                                                 | copo, taça |

## Falsos amics parcials
- port. experimentar, fr. expérimenter = cat. provar de
- port. provar = cat. demostrar, fr. démontrer